# 埃格尔包克陶
埃格尔包克陶（匈牙利語：Egerbakta）是匈牙利赫维什州所辖的一个村。总面积32.37平方公里，总人口1484，人口密度45.8人/平方公里（2011年1月1日）。